# Erythrophaia rennenkampfi
Erythrophaia rennenkampfi là một loài bướm đêm trong họ Noctuidae.